# Кубок світу з біатлону 2010—2011, змішана естафета
Залік змішаних естафет у рамках Кубка світу з біатлону 2010-11 складається з трьох гонок, перша з яких відбулася 19 грудня 2010 в Поклюці, а остання пройшла 3 березня 2010 в Ханти-Мансійську на чеміпіонаті світу.

## Формат
У змішаній естафеті від кожної команди беруть участь чотири біатлоністи: дві жінки й два чоловіки. Жінки змагаються на перших двох етапах, чоловіки - на останніх двох. Жіночі етапи коротші, по 6 км, тоді як чоловічі довші - 7,5 км. На кожному етапі спортсмени долають три кола й виконують дві стрільби: з положення лежачи й положення стоячи. На кожній стрільбі їм потрібно влучити в 5 мішеней. Для цього вони мають 8 патронів, 5 з яких заряджено в магазин. Додаткові патрони, в разі потреби, біатлоністи повинні заряжати в рушницю вручну по одному. За нерозбиті мішені спортсмен штрафується пробіганням додаткового кола довжиною 150 м. Перший етап починається із загального старту, першу стрільбу представники команд повинні виконувати на установках, визначених їхніми стартовими номерами, на всіх решту стрільбах біатлоністи займають установки відповідно до прибуття.

## Переможці та призери етапів
| Гонка:                                                           | Золото:                                                                    | Час                                                       | Срібло:                                                              | Час                                                       | Бронза:                                                          | Час                                                       |
| Поклюка Протокол [Архівовано 22 грудня 2010 у Wayback Machine.]  | Швеція Гелена Екгольм Анна Карін Зідек Фредрик Ліндстрем Карл Юхан Бергман | 1:17:52.0 (0+1) (0+0) (0+0) (0+2) (0+3) (0+2)             | Україна Олена Підгрушна Віта Семеренко Сергій Семенов Сергій Седнєв  | 1:17:52.3 (0+2) (0+1) (0+0) (0+2) (0+1) (0+0) (0+0) (0+1) | Франція Марі-Лор Брюне Марі Дорен Венсан Же Мартен Фуркад        | 1:17:53.3 (0+0) (0+1) (0+3) (0+2) (0+3) (0+0)             |
| Преск-Айл Протокол [Архівовано 7 лютого 2011 у Wayback Machine.] | Німеччина Катрін Гітцер Маґдалена Нойнер Александер Вольф Даніель Бем      | 1:13:31.6 (0+0) (0+2) (0+1) (0+1) (0+2) (0+1) (0+2) (0+2) | Франція Марі-Лор Брюне Софі Буаї Венсан Же Алексі Беф                | 1:13:59.5 (0+0) (0+2) (0+3) (0+1) (0+0) (0+0) (0+1) (0+0) | Росія Світлана Слєпцова Наталія Гусєва Іван Черезов Максим Чудов | 1:14:33.0 (0+1) (0+2) (0+2) (0+1) (0+0) (0+2) (0+2) (0+3) |
| Чемпіонат світу 2011                                             | Норвегія Тура Бергер Анн Крістін Флатланд Уле-Ейнар Б'єрндален Тар'єй Бо   | 1:14:22.5 (0+1) (0+0) (0+1) (0+1) (0+2) (0+1) (0+0) (0+1) | Німеччина Андреа Генкель Маґдалена Нойнер Арнд Пайффер Міхаель Грайс | 1:14:45.4 (0+2) (0+0) (0+0) (0+0) (0+1) (0+2) (0+2) (0+1) | Франція Марі-Лор Брюне Марі Дорен Алексі Беф Мартен Фуркад       | 1:15:38.7 (0+2) (0+2) (0+0) (0+3) (0+0) (0+1) (0+0) (0+0) |

## Таблиця
| #  | Країна          | ПОК | ЛКП | ЧС | Загалом |
| -- | --------------- | --- | --- | -- | ------- |
| 1  | Франція         | 48  | 54  | 48 | 150     |
| 2  | Німеччина       | 34  | 60  | 54 | 148     |
| 3  | Швеція          | 60  | 38  | 43 | 141     |
| 4  | Росія           | 43  | 48  | 38 | 129     |
| 5  | Італія          | 38  | 43  | 40 | 121     |
| 6  | Норвегія        | 29  | 31  | 60 | 120     |
| 7  | Україна         | 54  | 30  | 34 | 118     |
| 8  | Словенія        | 40  | 40  | 25 | 105     |
| 9  | США             | 30  | 36  | 28 | 94      |
| 10 | Фінляндія       | 27  | 32  | 32 | 91      |
| 11 | Польща          | 23  | 34  | 24 | 81      |
| 12 | Словаччина      | 36  | —   | 29 | 66      |
| 13 | Білорусь        | 32  | —   | 31 | 63      |
| 14 | Естонія         | 31  | —   | 27 | 58      |
| 15 | Канада          | 28  | 29  | —  | 57      |
| 16 | Чехія           | 22  | —   | 30 | 52      |
| 17 | Швейцарія       | 19  | —   | 26 | 45      |
| 17 | Казахстан       | 26  | —   | 19 | 45      |
| 19 | Японія          | 24  | —   | 20 | 44      |
| 20 | КНР             | 21  | —   | 21 | 42      |
| 21 | Болгарія        | 25  | —   | 16 | 41      |
| 22 | Румунія         | 20  | —   | 18 | 38      |
| 23 | Австрія         | —   | —   | 36 | 36      |
| 24 | Латвія          | —   | —   | 23 | 23      |
| 25 | Велика Британія | —   | —   | 22 | 22      |
| 26 | Литва           | —   | —   | 17 | 17      |
| 27 | Південна Корея  | —   | —   | 15 | 15      |